# Peugeot Typ 10

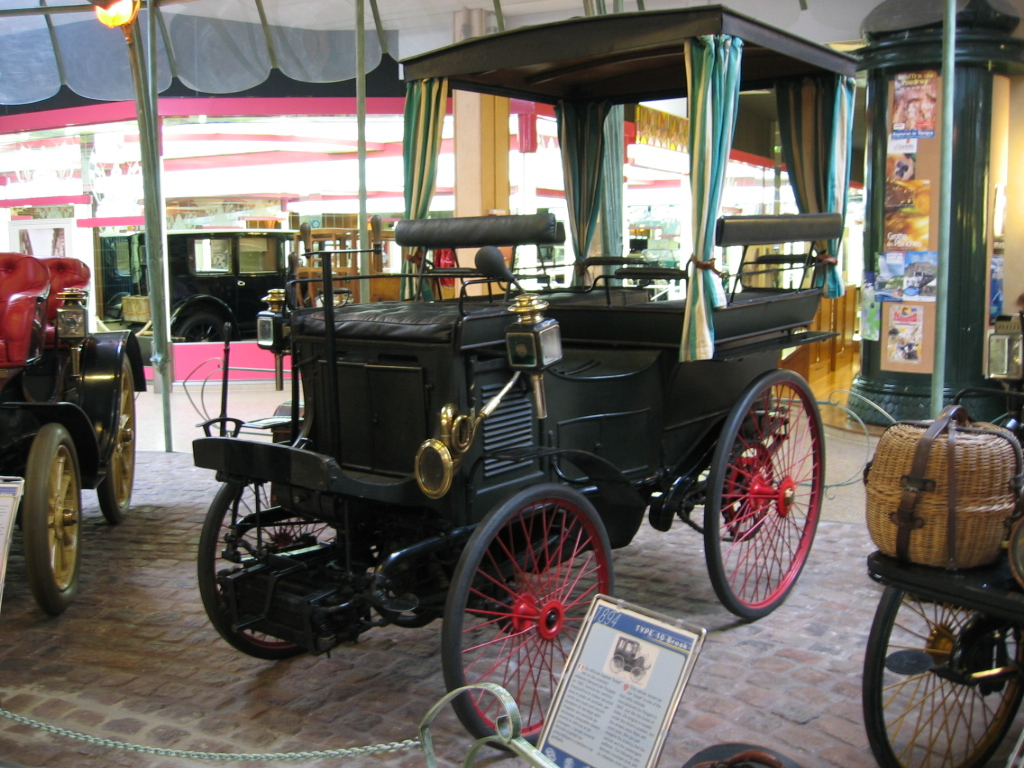
Peugeot Typ 10 im Peugeot-Museum Sochaux

Der Peugeot Typ 10 ist ein frühes Automodell des französischen Automobilherstellers Peugeot, von dem von 1894 bis 1896 im Werk Valentigney 3 Exemplare produziert wurden.
Die Fahrzeuge besaßen einen Zweizylinder-Viertaktmotor nach Lizenz Daimler, der im Heck angeordnet war und über Ketten die Hinterräder antrieb. Der Motor leistete aus 1645 cm³ Hubraum zwischen 3 und 3,75 PS.
Bei einem Radstand von 155 cm und einer Spurbreite von 120 cm vorne bzw. 130 cm hinten betrug die Fahrzeuglänge 285 cm, die Fahrzeugbreite 153 cm und die Fahrzeughöhe 245 cm. Die Karosserieform Break bot Platz für fünf Personen.